# زكاة الحلي

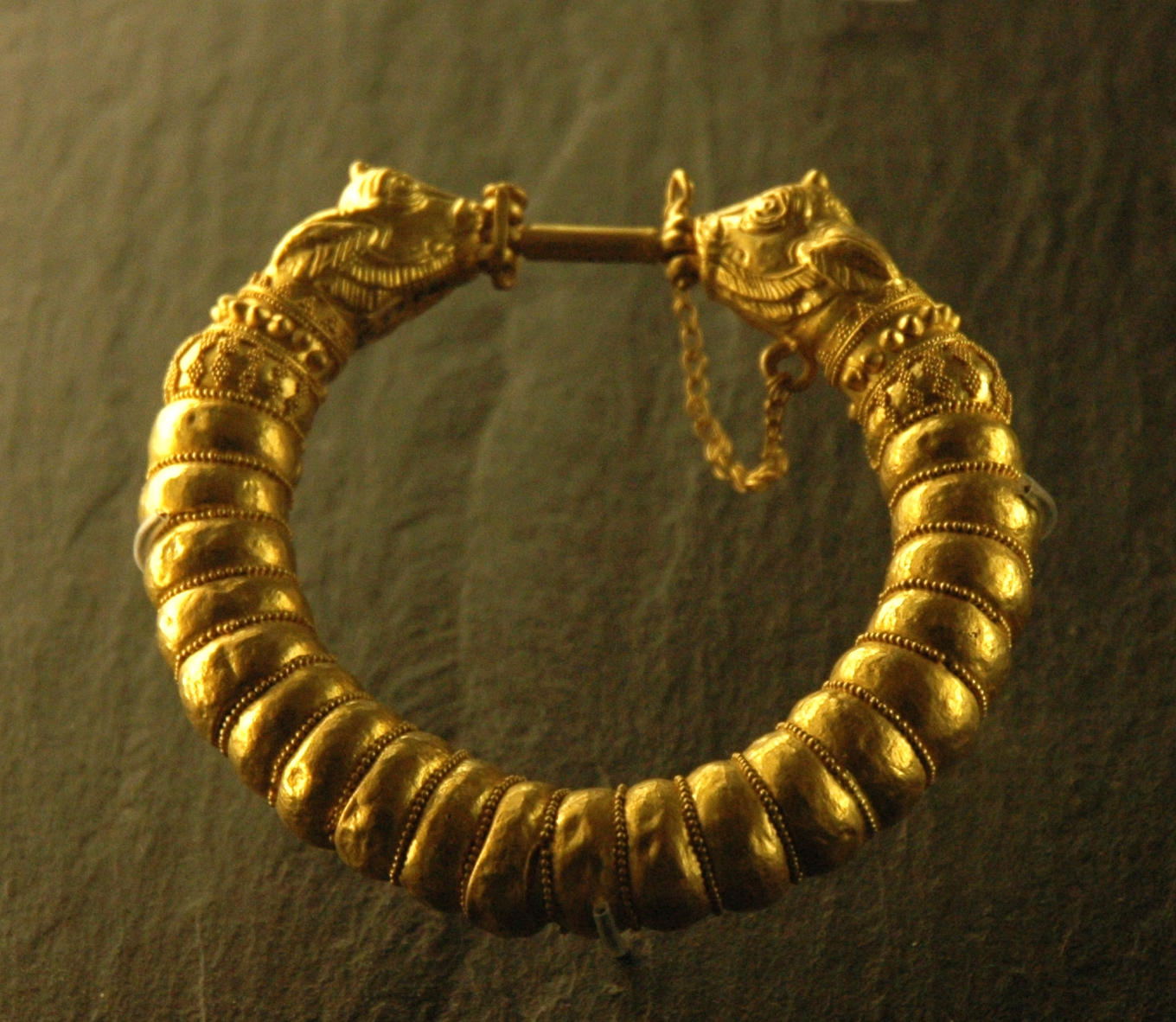
سوار ذهبي يعود إلى القرن الخامس قبل الميلاد عثر عليه في عمريت في سورية.

زكاة الحلي هي ما يؤى من زكاة المال المتعلقة بالحلي، وهو ما يستعل للتزين للمرأة أو غيرها، ويكون من الذهب والفضة، وقد يشمل غيرهما من الجواهر والنفائس كاللؤلؤ والمرجان، قال الله تعالى: ﴿وتستخرجون منه حلية تلبسونها﴾، ولزكاة الحلي تفاصيل متعلقة بتحديد عين الحلي، وكون استعماله مباحا أو حراما، ومقداره، فالحلي من الذهب والفضة، كالعقد والسوار والوشاح وغيره، مما يستعمل للزينة، إذا كان مملوكا بقصد الاستعمال المباح، كالذي تستعمله المرأة للزينة، إن بلغ نصابا؛ فلا زكاة فيه عند مالك والشافعي وأحمد، ما لم يبلغ حد الإسراف، وقال أبو حنيفة بوجوب زكاته.

## زكاة الحلي
«وحلي المرأة معروف وجمعه حلي وحلي بضم الحاء وكسرها قال تعالى ﴿من حليهم﴾ يقرأ بالواحد والجمع بضم الحاء وكسرها.
والمراد بالحلي هنا ما تتحلى به المرأة من ذهب أو فضة، ولا يدخل الجوهر واللؤلؤ بخلافه في الأيمان فإنه ما تتحلى به المرأة مطلقا فتحنث بلبس اللؤلؤ أو الجوهر في حلفها لا تتحلى ولو لم يكن مرصعا على المفتى به».
الحلي إما أن يكون من جنس الأثمان (الذهب والفضة)، أو من غيره، فما كان من غيره كاللؤلؤ والمرجان والياقوت، وغيره؛ فلا زكاة فيه، إلا إن كان للتجارة، فيزكى زكاة التجارة، وإن كان الحلي من الذهب والفضة؛ ففيه تفصيل، فإن كان عرض تجارة؛ فيزكى زكاة التجارة، وإن كان لغير التجارة؛ فإما أن يكون محظورا أو مباحا، فإن كان محظورا، كالحلي للرجل مثلا؛ فالزكاة فيه واجبة، وإن كان مباحا، كالحلي المستعمل للمرأة؛ ففيه تفصيل، فإن بلغ النصاب؛ وجبت زكاته، عند أبي حنيفة، وقال مالك والشافعي وأحمد: لا زكاة فيه إلا إذا بلغ حد الإسراف.
قال الشافعي: «وما يحلى النساء به أو ادخرنه أو ادخره الرجال من لؤلؤ وزبرجد وياقوت ومرجان وحلية بحر وغيره فلا زكاة فيه، ولا زكاة إلا في ذهب، أو ورق، ولا زكاة في صفر ولا حديد ولا رصاص ولا حجارة ولا كبريت ولا مما أخرج من الأرض، ولا زكاة في عنبر ولا لؤلؤ أخذ من البحر».

## أقوال العلماء
للعلماء في وجوب زكاة الحلي المباح من الذهب والفضة، تفاصيل، قال الماوردي:
«أحدهما: نص عليه الشافعي في القديم لا زكاة فيه، وبه قال من الصحابة عبد الله بن عمر، وجابر بن عبد الله، وعائشة رضي الله عنهم، ومن التابعين الحسن البصري، وابن المسيب، والشعبي، من الفقهاء مالك وأحمد وإسحاق.
والقول الثاني: أشار إليه الشافعي في الجديد من غير تصريح به أن فيه الزكاة، وبه قال من الصحابة: عمر بن الخطاب رضي الله عنه، وعبد الله بن عمرو بن العاص، وعبد الله بن مسعود، وابن عباس، ومن الفقهاء: الزهري، والثوري، وأبو حنيفة وصاحباه».
وقال في  المبسوط
«والحلي عندنا نصاب للزكاة سواء كان للرجال أو للنساء مصوغا صياغة تحل أو لا تحل. وللشافعي في حلي النساء قولان في أحد القولين لا شيء فيه وهو مروي عن عمر وعائشة رضي الله عنهما قال: إنه مبتذل في مباح فلا يكون مال الزكاة كمال البذلة بخلاف حلي الرجال فإنه مبتذل في محظور وهذا لأن الحظر شرعا يسقط اعتبار الصنعة والابتذال حكما فيكون مال الزكاة بخلاف ما إذا كان مباحا شرعا وهو نظير ذهاب العقل يسقط اعتباره شرعا بخلاف ذهاب العقل بسبب شرب دواء فإنه لا يسقط اعتباره شرعا».
واستدل الحنفية بحديث: «عن عبد الله بن عمرو بن العاص أن رسول الله ﷺ رأى امرأتين تطوفان بالبيت وعليهما سواران من ذهب، فقال: أتؤديان زكاتهما؟ فقالتا: لا، فقال رسول الله ﷺ: أتحبان أن يسوركما الله بسوارين من نار؟ فقالتا: لا فقال ﷺ: "أديا زكاتهما"».
«المراد الزكاة دون الإعارة؛ لأنه ألحق الوعيد بهما، وذلك لا يكون إلا بترك الواجب والإعارة ليست بواجبة».
وفي حديث أم سلمة أنها كانت تلبس أوضاحا لها من ذهب فسألت صلى الله عليه وسلم أكنز هي؟ فقال: إن أديت منها الزكاة فليست بكنز
والمعنى فيه أن الزكاة حكم تعلق بعين الذهب والفضة فلا يسقط بالصنعة كحكم التقابض في المجلس عند بيع أحدهما بالآخر وجريان الربا وبيان الوصف أن صاحب الشرع ما اعتبر في الذهب والفضة مع اسم العين وصفا آخر لإيجاب الزكاة فعلى أي وجه أمسكهما المالك للنفقة أو لغير النفقة تجب عليه الزكاة ولو كان للابتذال فيهما عبرة لم يفترق الحال بين أن يكون محظورا أو مباحا كما في السوائم إذا جعلها حمولة ثم الابتذال هاهنا لمقصود الحمل زائد لا يتعلق به حياة النفس أو المال فلا تنعدم به صفة التنمية الثابتة لهذين الجوهرين باعتبار الأصل.

## الأدلة
«عن أم سلمة قالت كنت ألبس أوضاحا من ذهب فقلت يا رسول الله أكنز هي؟ فقال: ما بلغت زكاته فزكي فليس بكنز».
«روى عبد الله بن شداد بن الهاد قال دخلت على عائشة رضي الله عنها فقالت: دخل علي رسول الله ﷺ وفي يدي فتحات من ورق فقال: "ما هذا يا عائشة؟ فقلت صنعتهن أتزين لك يا رسول الله، فقال أتؤدين زكاتهن؟ فقلت: لا قال: فهو حسبك من النار»
قال الأصمعي الفتحات الخواتيم وأنشد:
وروى «عمرو بن شعيب عن أبيه عن جده أن امرأة من اليمن أتت النبي ﷺ ومعها بنت لها، وفي يدها مسكتان غليظتان من ذهب، فقال لها أتعطين زكاة هذا؟ فقالت: لا فقال: أيسرك أن يسورك الله بهما يوم القيامة سوارين من نار؟ قال: فخلعتهما وألقتهما وقالت هما لله ولرسوله».
وروي «أن زينب امرأة ابن مسعود قالت: يا رسول الله إن لي حليا وإن عبد الله خفيف ذات اليد، وإن في حجري بنت أخ لي، أفيجزيني أن أجعل زكاة حلي فيهم؟ قال: نعم. فقال النبي صلى الله عليه وسلم: "أنفقي عليهم فلك في ذلك أجران"».
وروى الشعبي «أن امرأة جاءت إلى النبي ﷺ فقالت: هذا حليي وهو سبعون دينارا فخذ حق الله تعالى منه، فأخذ النبي ﷺ دينارا أو ثلاثة أرباع دينار».
وروي أن النبي ﷺ أتى امرأة تطوف بالبيت وعليها مناجد من ذهب فقال: يسرك أن يحليك الله مناجد من نار؟ قالت: لا قال: فأدي زكاته قال أبو عبيد: المناجد الحلي المكلل بالفصوص، ولأنه من جنس الأثمان فوجب أن تجب فيه الزكاة كالدراهم والدنانير.

## أدلة
واستدل من أسقط الزكاة منه وهو أظهر المذهبين وأصح القولين برواية هشام بن عمار
عن سويد بن عبيد الله عن نافع عن ابن عمر أن النبي ﷺ قال: لا زكاة في الحلي
وروى أسامة بن زيد مثله، وأبو الزبير عن جابر مثله، روت فريعة بنت أبي أمامة قالت حلاني رسول الله ﷺ رعاثا وحلى أختي، وكنا في حجره، فما أخذ منا زكاة حلي قط، قال أبو عبيد الرعاث جمع رعثة وهو القرط وقال النمر بن تولب:
وكل عليل عليه الرعاث والخيلات ضعيف ملق
والخيلات: كل ما تزينت به المرأة من جنس الحلي، ولأنه جنس مال تجب زكاته بشرطين فوجب أن يتنوع نوعين:
أحدهما: تجب فيه
والثاني: لا تجب فيه كالمواشي التي تجب الزكاة في سائمتها وتسقط في المعلوفة منها، ولأنه مبدل في مباح فوجب أن تسقط زكاته كالأثاث والقماش، ولأنه معدول به عن النماء السائغ إلى استعمال سائغ، فوجب أن تسقط زكاته كالإبل العوامل، ولأنه معد للقينة كالعقار، ولأنه حلي مباح كاللؤلؤ.
وأما الجواب عن الأخبار فمن وجهين:
أحدهما : أنها محمولة على متقدم الأمر حين كان الحلي محظورا؛ لأن النبي ﷺ حظره في أول الإسلام في حال الشدة والضيق، وأباحه في حال السعة وتكاثر الفتوح، ألا ترى إلى ما روت أسماء بنت يزيد أن رسول الله ﷺ قال: أيما امرأة تقلدت قلادة من ذهب قلدت في عنقها مثله من النار،
وروى أبو هريرة أن النبي ﷺ قال: من أراد أن يحلق حبيبه حلقة من نار فليحلقه حلقة من ذهب، ومن أحب أن يطوق حبيبه طوقا من نار فليطوقه طوقا من ذهب، ومن أحب أن يسور حبيبه سوارا من نار فليسوره سوارا من ذهب.
والثاني: أن زكاته محمولة على إعارته لما روي عن النبي ﷺ أنه قال: زكاة الحلي إعارته على أنها قضايا في أعيان يستدل بها على الإطلاق مع إمكان حملها على حلي محظور أو للتجارة، وأما قياسهم على الدراهم والدنانير فالمعنى فيهما إرصادهما للنماء: فلذلك وجبت زكاتهما، والحلي غير مرصد للنماء فلم تجب زكاته، ألا ترى أن عروض التجارة لما أرصدت للنماء وجبت زكاتها، ولو أعدت للقينة ولم ترصد للنماء وجبت زكاتها، وكذا الحلي والله أعلم.
«قال الشافعي رحمه الله تعالى: "أخبرنا مالك عن عبد الرحمن بن القاسم عن أبيه عن عائشة أنها كانت تحلي بنات أخيها أيتاما في حجرها فلا تخرج منه زكاة وروي عن ابن عمر أنه كان يحلي بناته وجواريه، ذهبا ثم لا يخرج زكاته قال: ويروى عن عمر، وعبد الله بن عمرو بن العاص أن في الحلي الزكاة وهذا مما أستخير الله فيه"».

### زكاة العنبر
قال الشافعي: أخبرنا سفيان بن عيينة عن عمرو بن دينار عن أذينة، «عن ابن عباس رضي الله تعالى عنهما أنه قال: ليس في العنبر زكاة إنما هو شيء دسره البحر».
«أخبرنا الربيع قال أخبرنا الشافعي قال أخبرنا سفيان بن عيينة عن ابن طاوس عن أبيه عن ابن عباس أنه سئل عن العنبر فقال: إن كان فيه شيء ففيه الخمس».
«ولا شيء فيه ولا في مسك ولا غيره مما خالف الركاز، والحرث، والماشية، والذهب، والورق».